# عبطين
عبطين قرية في منطقة جبل سمعان في محافظة حلب في سوريا. تقع جنوب مدينة حلب.